# Référendum constitutionnel azerbaïdjanais de 2002
Le référendum azerbaïdjanais de 2002 est un référendum ayant eu lieu le 24 août 2002 en Azerbaïdjan. Il comprend 8 questions comprenant 39 amendements à la constitution. Elles ont toutes été approuvées, avec un pourcentage variant de 96,53 % à 97,07 %, le tout avec une participation de 88,47 %.